# Coppa Latina 1958 (hockey su pista)
La Coppa Latina 1958 è stata la 3ª edizione dell'omonima competizione europea di hockey su pista riservata alle squadre nazionali. Il torneo ha avuto luogo dal 31 ottobre al 2 novembre 1958.
La vittoria finale è andata alla nazionale della Spagna che si è aggiudicata il torneo per la prima volta nella sua storia.

## Formula
La Coppa Latina 1958 vede la partecipazione delle nazionali della Francia, dell'Italia, del Portogallo e della Spagna. La manifestazione fu organizzata con un girone all'italiana, con gare di sola andata di 3 giornate: erano assegnati due punti per l'incontro vinto, un punto a testa per l'incontro pareggiato e zero la sconfitta. Al termine del torneo la squadra prima classificata venne proclamata vincitrice della coppa.

## Risultati
| Squadra    | Pt | G | V | N | P | GF | GS | DG  |
| ---------- | -- | - | - | - | - | -- | -- | --- |
| Spagna     | 6  | 3 | 3 | 0 | 0 | 21 | 2  | +19 |
| Portogallo | 3  | 3 | 1 | 1 | 1 | 9  | 4  | +5  |
| Italia     | 3  | 3 | 1 | 1 | 1 | 3  | 8  | -5  |
| Francia    | 0  | 3 | 0 | 0 | 3 | 2  | 21 | -19 |

| Barcellona 31 ottobre 1958 | Francia | 1 – 12 | Spagna |  |

| Barcellona 31 ottobre 1958 | Italia | 1 – 1 | Portogallo |  |

| Barcellona 1º novembre 1958 | Francia | 1 – 7 | Portogallo |  |

| Barcellona 1º novembre 1958 | Italia | 0 – 7 | Spagna |  |

| Barcellona 2 novembre 1958 | Francia | 0 – 2 | Italia |  |

| Barcellona 2 novembre 1958 | Portogallo | 1 – 2 | Spagna |  |